# Fuwen (köpinghuvudort i Kina, Hainan Sheng, lat 19,55, long 110,26)
Fuwen (kinesiska: 富文) är en köpinghuvudort i Kina. Den ligger i provinsen Hainan, i den södra delen av landet, omkring 55 kilometer söder om provinshuvudstaden Haikou. Antalet invånare är 13 841. Befolkningen består av 6 480 kvinnor och 7 361 män. Barn under 15 år utgör 21,0 %, vuxna 15-64 år 66 %, och äldre över 65 år 12,0 %.
Runt Fuwen är det ganska tätbefolkat, med 230 invånare per kvadratkilometer. Närmaste större samhälle är Longhe, 19,4 km söder om Fuwen. Omgivningarna runt Fuwen är en mosaik av jordbruksmark och naturlig växtlighet.
Genomsnittlig årsnederbörd är 2 382 millimeter. Den regnigaste månaden är juli, med i genomsnitt 350 mm nederbörd, och den torraste är januari, med 21 mm nederbörd.